# Байрон Г'юстон
Байрон Дуайт Г'юстон (англ. Byron Dwight Houston, 22 листопада 1969 Ватонга, Оклахома, США) — американський професійний баскетболіст, який провів чотири сезони у НБА.

## Ранні роки
Байрон Г'юстон народився в місті Ватонга (штат Оклахома), навчався в Оклахомській школі Стар-Спенсер з однойменного міста, в якій грав за місцеву баскетбольну команду.
Після закінчення школи Г'юстон поступив в університет штату Оклахома в Стіллвотері , де протягом чотирьох років виступав за команду «Оклахома Стейт Ковбойз», в якій провів успішну кар'єру, набравши в підсумку 2379 очок, 1190 підбирань, 209 передач, 159 перехоплень та 223 блокшота [ 1] , до того ж один раз допоміг виграти своїй команді регулярний чемпіонат конференції Big Eight (1991), а також два рази допомагав вивести свою команду до плей-офф студентського чемпіонату NCAA.

## Професійна кар'єра
1992 року був обраний на драфті НБА під 27-м номером командою «Чикаго Буллз», однак не провів за неї жодного матчу, а відразу був обміняний в клуб «Голден-Стейт Ворріорс». Пізніше виступав за команди «Сіетл Суперсонікс», «Сакраменто Кінґз», «Леон Каха Іспанія», «Квад-Сіті Тандер» (КБА), «ЦСК ВВС-Самара»,«ССА Трефл Сопот»,«Ховентут Бадалона» і «Сент-Луїс Суорм »(IBL). Всього в НБА провів 4 сезони. У 1991 році Г'юстон визнавався баскетболістом року серед студентів конференції Big Eight, а в 1992 році включався в 2-у всеамериканську збірну NCAA.
Всього за кар'єру в НБА зіграв 214 ігор, в яких набрав 835 очок (у середньому 3,9 за гру), зробив 648 підборів, 114 передач, 103 перехоплення і 86 блокшотів. Грав на позиції легкого форварда, важкого форварда і атакуючого захисника.
1999 року Г'юстон виграв у складі збірної США срібні медалі на Панамериканських іграх у Вінніпезі.

## Особисте життя
У 2003 році Байрон був засуджений за 4 випадки ексгібіціонізму (оголення на публіці), за це він отримав умовний термін і був внесений до бази порушників. У 2007 , в останні місяці свого випробувального терміну він все-таки не витримав, засвітив свою гідність на публіці, за що і був заарештований. Тут він вже так легко не відбувся, його посадили в тюрму на чотири роки.